# Quadro de medalhas dos Jogos Paralímpicos de Inverno de 2022
O quadro de medalhas dos Jogos Paralímpicos de Inverno de 2022 é uma lista que classifica os Comitês Paralímpicos Nacionais de acordo com o número de medalhas conquistadas nos Jogos em Pequim, na China, onde foram disputadas 78 finais em seis esportes, totalizado 234 medalhas distribuídas.

## O quadro
O quadro de medalhas está classificado de acordo com o número de medalhas de ouro, estando as medalhas de prata e bronze como critérios de desempate em caso de países com o mesmo número de ouros.
     País sede destacado.
| Ordem | País               | Medalha de ouro | Medalha de prata | Medalha de bronze |     |
| ----- | ------------------ | --------------- | ---------------- | ----------------- | --- |
| 1     | CHN China          | 18              | 20               | 23                | 61  |
| 2     | UKR Ucrânia        | 11              | 10               | 8                 | 29  |
| 3     | CAN Canadá         | 8               | 6                | 11                | 25  |
| 4     | FRA França         | 7               | 3                | 2                 | 12  |
| 5     | USA Estados Unidos | 6               | 11               | 3                 | 20  |
| 6     | AUT Áustria        | 5               | 5                | 3                 | 13  |
| 7     | GER Alemanha       | 4               | 8                | 7                 | 19  |
| 8     | NOR Noruega        | 4               | 2                | 1                 | 7   |
| 9     | JPN Japão          | 4               | 1                | 2                 | 7   |
| 10    | SVK Eslováquia     | 3               |                  | 3                 | 6   |
| 11    | ITA Itália         | 2               | 3                | 2                 | 7   |
| 12    | SWE Suécia         | 2               | 2                | 3                 | 7   |
| 13    | FIN Finlândia      | 2               | 2                |                   | 4   |
| 14    | GBR Grã-Bretanha   | 1               | 1                | 4                 | 6   |
| 15    | NZL Nova Zelândia  | 1               | 1                | 2                 | 4   |
| 16    | NED Países Baixos  |                 | 3                | 1                 | 4   |
| 17    | AUS Austrália      |                 |                  | 1                 | 1   |
|       | SUI Suíça          |                 |                  | 1                 | 1   |
|       | KAZ Cazaquistão    |                 |                  | 1                 | 1   |
| TOTAL | TOTAL              | 78              | 78               | 78                | 234 |